# Foster (Rhode Island)
Foster ist ein Ort im Providence County in Rhode Island in den Vereinigten Staaten. Das U.S. Census Bureau hat bei der Volkszählung 2020 eine Einwohnerzahl von 4.469 ermittelt.

## Geografie
Nach dem United States Census Bureau hat der Ort eine Gesamtfläche von 134,3 km², wovon 132,5 km² Land und 1,9 km² (1,41 % der Gesamtfläche) Wasser sind. In Foster liegt der höchste Berg Rhode Islands, Jerimoth Hill mit einer Höhe von 248 m.

## Geschichte
Foster war ursprünglich eine Bauernkolonie von britischen Kolonisten im 17. Jahrhundert. Im Jahre 1662 kauften William Vaughan, Zachariah Rhodes und Robert Wescott das große Landgebiet West Quanaug von den Indianern, das an Providence angrenzte. Der Kauf bestand aus nahezu der Hälfte des Ortes Foster. Der erste Siedler war angeblich Ezekiel Hopkins. Viele Siedler aus Newport waren im 18. Jahrhundert im Ort aktiv.
Foster war mit Scituate 1730 incorporated und bildete den westlichen Teil der Township und blieb Teil von Scituate bis 1781, bis es als separate Township abgespalten wurde. Foster erhielt seinen Namen vom US-Senator Theodore Foster. Foster übergab dem Ort eine Bücherei. Einige der ursprünglichen Bücher in der Bücherei und Ortsaufzeichnungen sind noch erhältlich. Der US-Senator Nelson Aldrich wurde 1841 in Foster geboren. Er war bei der Gründung des US-Federal-Reserve-Boards wichtig. In den 1920er Jahren war der Ku-Klux-Klan in der Gegend aktiv und eine der größten Klan-Versammlungen wurde in Foster in den Old Home Day grounds 1924 mit 8.000 Teilnehmern und US-Senator Thomas Heflin abgehalten.

## Persönlichkeiten
- Theodore Foster (1752–1828) – US-Senator und Namensgeber für den Ort
- Solomon Drowne – Physiker, Autor und verschwiegener Freund von Foster. Er lebte auf der Farm Mount Hygeia.
- Nelson W. Aldrich (1841–1915) – US-Senator und Vater von Abby Aldrich Rockefeller.
- H. P. Lovecraft (1890–1937) – Autor. Sein Haus stand in der Johnson Road, ist aber inzwischen abgebrannt.
- Mark Picard – Autor der Ultraquest-Serie.
- Daniel Thompson Fusco

## Sehenswürdigkeiten
- Rathaus von Foster: 1796 erbaut und heute immer noch benutzt, ist das Rathaus von Foster das älteste Verwaltungsgebäude dieses Typs in den Vereinigten Staaten.
- einzige Überdachte Brücke in Rhode Island: Swamp Meadow Covered Bridge (die andere liegt beim Cross Country Course der Ponaganset High School in North Scituate) Gebaut 1994, ist es ein Wiederaufbau des Exemplars aus dem frühen 19. Jahrhundert.
- Jerimoth Hill, der höchster Punkt in Rhode Island liegt in Foster.

Foster ist Heimat des malerischsten Teil des North South Trails. Entlang des Wegs kann man die Überreste des Thomas O' Wagon Wheel Shops sehen, der 1919 in eine Kieselmühle umgewandelt wurde.

### Historische Stätten in Foster
- Foster Center Historic District
- Breezy Hill Site (RI-957)
- Clayville Historic District
- Capt. George Dorrance House
- Moosup Valley Historic District
- Mount Vernon Tavern
- Mount Hygeia
- Hopkins Mill Historic District